# Johann Schmid
Johann Schmid, nemški častnik, vojaški pilot in letalski as, * 13. januar 1911, Gainfarn (Baden, Avstrija), padel v boju 6. november 1941.

## Življenjepis
Johann Schmid je v Luftwaffe vstopil že leta 1938. Z Legijo Kondor je sodeloval v Španski državljanski vojni, ob izbruhu druge svetovne vojne pa je bil dodeljen v 1./JG 2. Svojo prvo zmago v svetovni vojni je dosegel 14. maja 1940, ko je sestrelil francoskega lovca Morane Saulnier v bližini Frénoisa. V francoski kampanji je skupaj dosegel 7 zmag, kasneje pa je sodeloval tudi v Bitki za Britanijo in tam dosegel novih devet zmag.
Po tem uspehu je bil umaknjen v zaledje, kjer je prevzel naloge inštruktorja mladih lovskih pilotov. No fronto se je vrnil avgusta 1941, ko se je s činom nadporočnika  pridružil JG 26. V dveh tednih po prihodu v novo enoto je sestrelil 12 sovražnih letal, od katerih je kar tri britanske Spitfire sestrelil v enem dnevu (7. avgusta 1941). Nove tri Spitfire je sestrelil 9. avgusta (za zmage od 16–18), nove tri britanske lovce pa še 10. avgusta (19–21). Za 26 zmag je bil 21. avgusta odlikovan z Viteškim križem in povišan v stotnika. Dan kasneje, 22. avgusta 1941 je postal poveljnik (Staffelkapitän) 8./JG 26. Na mestu poveljnika je zamenjal ranjenega nadporočnika Hans-Jürgen Westphala.
V septembru 1941 je Schmid zabeležil novih 11 zmag. Tri Spitfire je sestrelil 27. septembra (35–37), svojo 40. zmago, spet Spitfira, pa je zabeležil 3. oktobra. 6. november 1941 je Schmid ob odsotnosti majorja Gerharda Schöpfla vodil III./JG 26 v bojno nalogo nad Rokavski preliv. Nad Kanalom se je njegov eskadron spopadel z dvanajstimi Spitfiri. Schmid je kmalu sestrelil enega od njih in mu sledil do vode. Ko je zakrožil nad mestom, kjer je izginil angleški lovec, je s Krilom svojega lovca Messerschmitt Bf-109 F-4 (W. Nr. 7211) “Črna 1”, zadel vodno površino in strmoglavil v morje. Posmrtno so ga povišali v majorja.
Johann Schmid je skupaj dosegel 45 zračnih zmag, vse pa je dosegel nad zahodnim bojiščem.

## Odlikovanja
- Železni križec 2. in 1. stopnje
- Viteški križ železnega križca (21. avgust 1941)